# Sicherheitsausschuss
Der Sicherheitsausschuss (französisch „Comité de sûreté générale“) existierte in der Zeit der Französischen Revolution von 1792 bis 1795 als Exekutivorgan des Nationalkonvents in Frankreich. Er hatte polizeiliche Vollmachten, überwachte die innere Sicherheit des Staates und vollstreckte den Terror während der Terrorherrschaft.  

## Chronik

### 2. Oktober 1792 bis 14. September 1793
Am 2. Oktober 1792 beschloss der Nationalkonvent die Bildung des Sicherheitsausschusses als Nachfolger des Untersuchungsausschusses der Konstituante und des Überwachungsausschusses der Legislative. Der Sicherheitsausschuss tagte erstmals am 17. Oktober 1792 und hatte anfänglich 30 Mitglieder, die nach zwei Monaten zur Hälfte neu gewählt wurden.   
Die Montagne warf dem Sicherheitsausschuss Nachlässigkeiten im Umgang mit Revolutionsgegnern vor und beantragte deswegen am 21. Januar 1793 dessen vollständige Erneuerung. Die Montagnarden gewannen daraufhin rasch an Einfluss. Sie beherrschten den Sicherheitsausschuss und gebrauchten dessen Vollmachten zu Lasten ihrer innenpolitischen Gegner. 
Mit der Herauslösung des Wohlfahrtsausschusses aus dem Sicherheitsausschuss schuf die Montagne am 6. April 1793 ein weiteres Exekutivorgan. Dies führte zur Zuspitzung des Machtkampfes zwischen Montagnarden und Girondisten. Die Girondisten konnten im Nationalkonvent durchsetzen, dass Sonderkommissionen, wie die „Kommission der Zwölf“, gebildet wurden, mit dem Ziel, dem Sicherheits- und dem Wohlfahrtsausschuss wichtige Befugnisse zu entziehen. Das Aufbegehren der Gironde blieb aber wirkungslos, da deren Abgeordnete mit der Volkserhebung vom 31. Mai bis 2. Juni 1793 entmachtet wurden. 
Der Sicherheitsausschuss wurde nach dem Sturz der Girondisten mehrmals umgebildet und die Jakobinerherrschaft festigte sich.

### 14. September 1793 bis 27. Juli 1794
Seit dem 14. September 1793 gehörten dem Sicherheitsausschuss folgende zwölf Mitglieder an, die bis zum Umsturz vom 9. Thermidor II (27. Juli 1794) jeden Monat wiedergewählt wurden: 
- Jean-Baptiste André Amar (1755–1816)
- Moyse Bayle (1755–1812/15)
- Jacques-Louis David (1748–1825)
- Jean-Nicolas Barbeau du Barran (1761–1816)
- Grégoire Jacot (1750–1838)
- Élie Lacoste (1745–1806)
- Louis-Charles de Lavicomterie (1746–1809)
- Philippe-François-Joseph Le Bas (1764–1794)
- Jean-Antoine Louis genannt Louis du Bas-Rhin (1753–1796)
- Philippe Rühl (1737–1795)
- Marc Alexis Guillaume Vadier (1736–1828)
- Jean-Henri Voulland (1751–1801)

Diese zwölf Mitglieder instrumentalisierten den Sicherheitsausschuss zur Lenkung des Terrors. Sie trafen sich jeden Abend und berieten wöchentlich die politische Lage mit den Mitgliedern des Wohlfahrtsausschusses.
Der Sicherheitsausschuss war nun für polizeiliche Aufgaben und für die Rechtsprechung zuständig. Er war befugt, Assignatenfälscher zu verfolgen, die Sicherheit des Staates zu überwachen und Agenten des Auslandes zu bekämpfen. Außerdem kontrollierte der Sicherheitsausschuss die Umsetzung der Gesetze und er organisierte beziehungsweise führte alle großen Prozesse gegen tatsächliche oder vermeintliche Feinde der Revolution.     
Entsprechend dem Gesetz über die Verdächtigen vom 17. September 1793 beauftragte der Sicherheitsausschuss die Revolutionskomitees mit der listenmäßigen Erfassung von verdächtigen Personen, zu denen alle gezählt wurden, „die sich durch ihr Verhalten oder ihre Beziehungen oder durch mündlich oder schriftlich geäußerten Ansichten als Parteigänger der Tyrannen, des Föderalismus und als Feinde der Freiheit zu erkennen gegeben haben“. Dazu zählten auch alle vormaligen Adligen und deren Verwandte, „die nicht dauernd ihre Verbundenheit mit der Revolution unter Beweis gestellt haben“, sowie sämtliche nach Frankreich zurückgekehrten Emigranten. Haftbefehle mussten von der Mehrheit des Sicherheitsausschusses unterschrieben werden, ebenso benötigte die Freilassung eines Inhaftierten die Zustimmung von mindestens sechs Mitgliedern.  
Im November 1793 teilte sich der Sicherheitsausschuss in vier regionale Abteilungen (Paris, Nord und Nordost, Südost, West und Zentrum) zu je drei Mitgliedern. Mit dem Gesetz vom 4. Dezember 1793 übertrug der Nationalkonvent dem Sicherheitsausschuss die Leitung der Revolutionskomitees, bestätigte ihm seine Polizeigewalt und das Führen von Kontaktpersonen in Paris und in der Provinz.  
Nachdem der Wohlfahrtsausschuss im April 1794 seine eigene Polizeiabteilung zur Verfolgung von Amtsmissbrauch im Bereich der staatlichen Verwaltung einrichtete, kam es aufgrund der Überschneidung von Kompetenzen zu ernsten Meinungsverschiedenheiten zwischen Wohlfahrts- und Sicherheitsausschuss. Der Konflikt verschärfte sich auch, nachdem André Amar und Marc Vadier, beide überzeugte Atheisten und Verfechter der Entchristianisierung, Robespierre namentlich angriffen und ihm den „Kult des höchsten Wesens“ vorwarfen.
Das Gesetz des 22. Prairial II (10. Juni 1794) verstärkte den Terror und erhöhte die Anzahl von Hinrichtungen unschuldiger Opfer. Dies lastete die öffentliche Meinung Robespierre persönlich an. Daraufhin traten fast alle Mitglieder des Sicherheitsausschusses, die inzwischen befürchteten, selbst Opfer der Guillotine zu werden, offen zu den Feinden Robespierres über und bereiteten dessen Sturz am 9. Thermidor II vor.

### 27. Juli 1794 bis 26. Oktober 1795
Die Thermidorianer beschlossen am 29. Juli 1794 ein Viertel der Mitglieder des Wohlfahrts- und des Sicherheitsausschusses monatlich auszuwechseln. Die Vollmachten des Sicherheitsausschusses blieben allerdings erhalten. Der Sicherheitsausschuss entwickelte sich zum wichtigsten Exekutivorgan der Thermidorianer. Er leitete die Polizeiarbeit und überstellte Angeklagte, auch ehemalige Mitglieder des Sicherheitsausschusses, dem neu gegründeten Revolutionstribunal. Am 26. Oktober 1795 endete die Tätigkeit des Sicherheitsausschusses gleichzeitig mit der Auflösung des Nationalkonvents. 